# Telatynellinae
Telatynellinae es una subfamilia de foraminíferos bentónicos de la familia Ammobaculinidae, de la superfamilia Recurvoidoidea, del suborden Lituolina y del orden Lituolida. Su rango cronoestratigráfico abarca el Maastrichtiense superior (Cretácico superior).

## Discusión
Clasificaciones previas hubiesen incluido Telatynellinae en la superfamilia Haplophragmioidea, así como en el suborden Textulariina del orden Textulariida, o en el Orden Lituolida sin diferenciar el Suborden Lituolina.

## Clasificación
Telatynellinae incluye al siguiente género:
- Telatynella †